# 檜皮葺

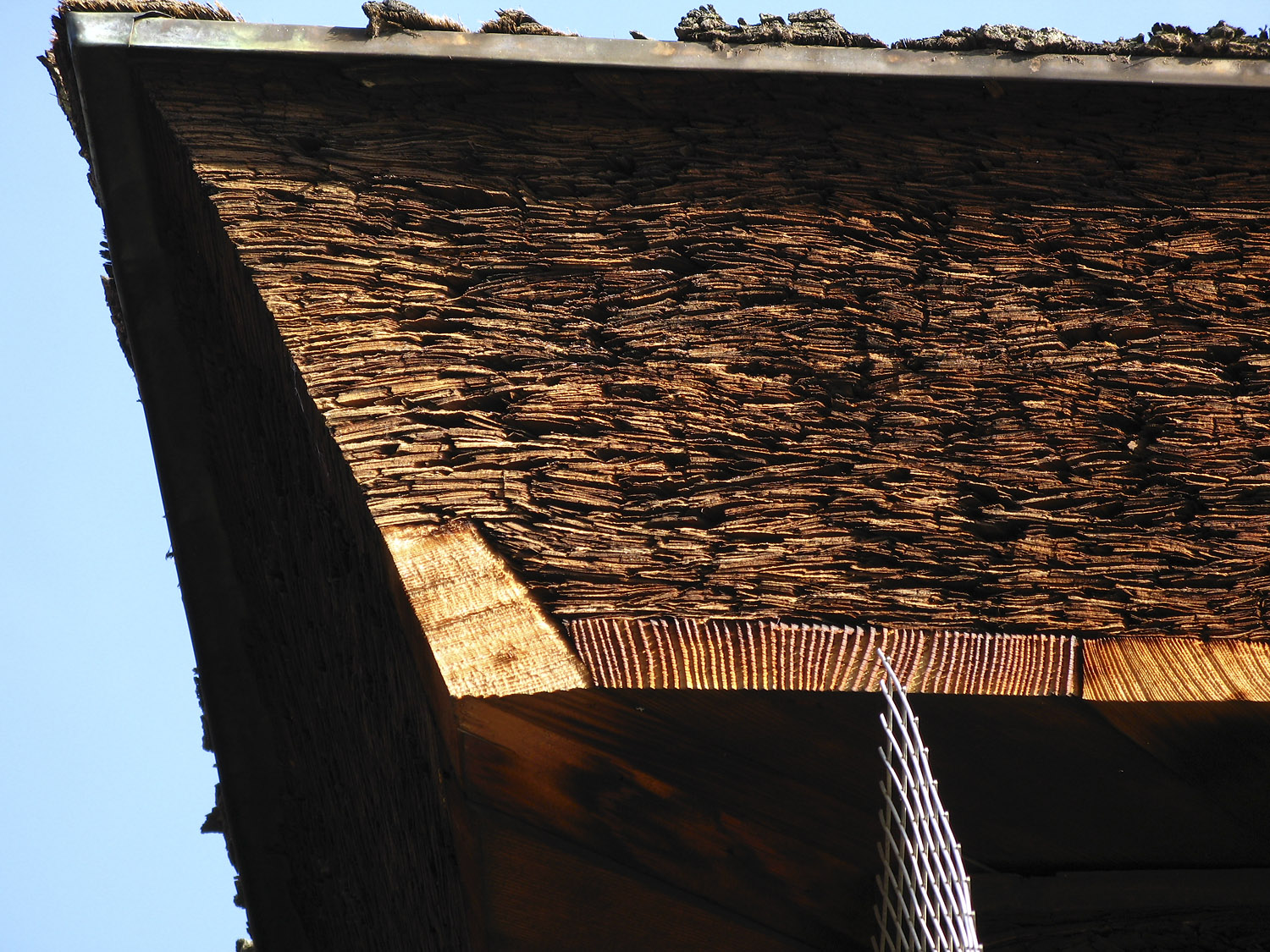
日本東寺佛塔上面的檜皮葺照片，可以看到木材上一層一層的橫切面。

檜皮葺（日语：／），指的是一種用日本扁柏的树皮，层层堆叠而成的日本傳統屋頂，特點是故意露出树皮的橫切面。雖然它的日文名稱中有“檜”字，但它不能用檜木做，只能用日本扁柏。檜皮葺絕大多數用於日本本土建築的神社和民居，但少量情況下也會用於宮殿或者佛寺建筑。 
檜皮葺是日本國獨有的屋頂製作工藝，其他國家沒有。雖然它是早在日本彌生時代就有的工藝，但在現代日本不僅沒有失傳，還能結合現代的鋼骨結構、鋼筋混凝土結構，作為倣古建築、復原建築上較為古風的屋頂。檜皮葺只會採用一種叫“日本扁柏”作為原材料，其它木材均不行，也只能用在神道教建築身上，因此可得知該工藝是在中國佛教傳入日本之前就有的。2020年，《日本的傳統建築工藝》被列入聯合國教科文組織列入《非物質文化遺產名錄》，檜皮葺和柿葺、瓦葺這三個一起成為日本特色的建築學文化遺产。

## 材料

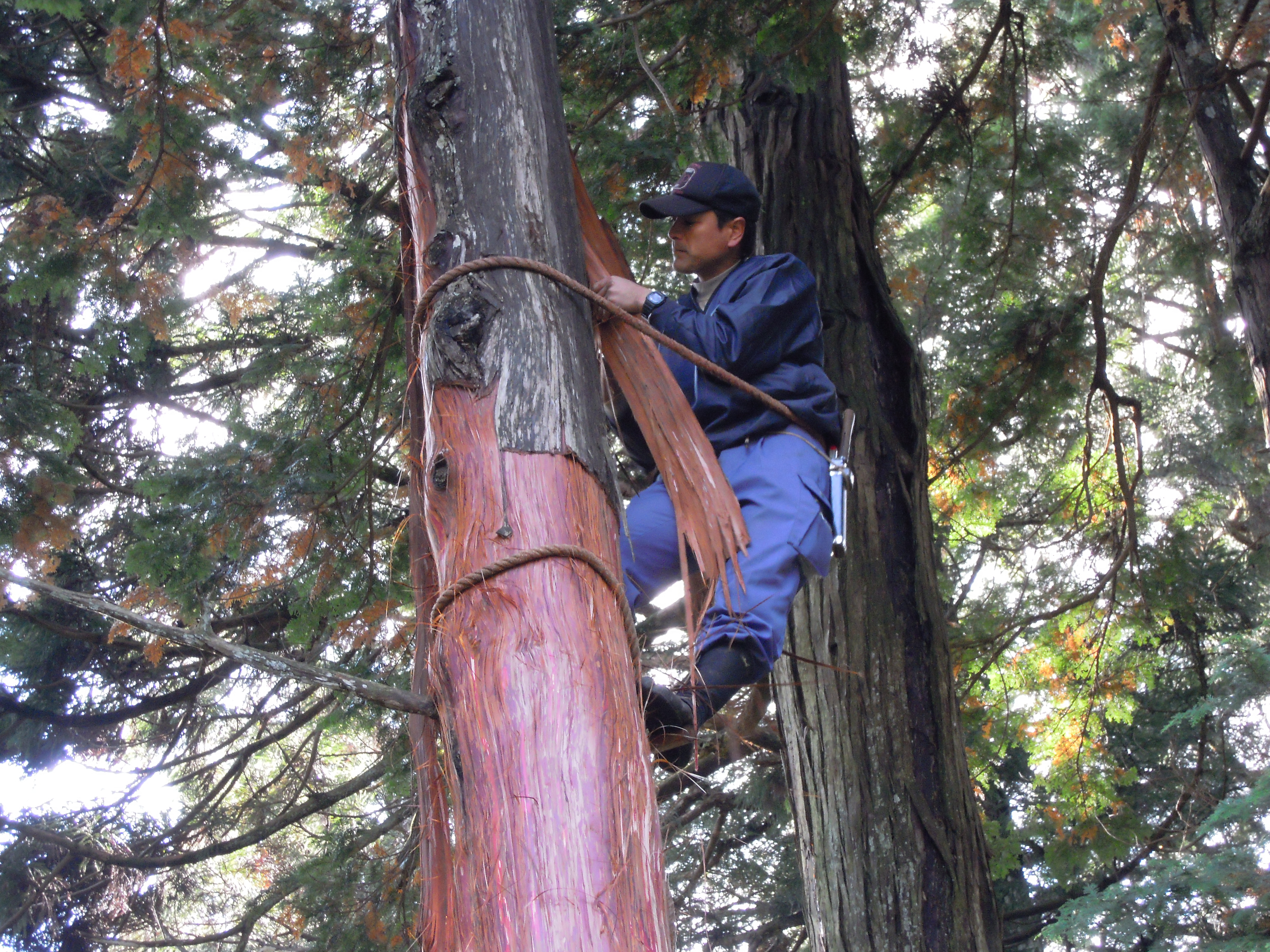
原皮師在日本明通寺修復作業中，親自去剝樹皮的照片。

檜皮葺不可随意使用日本扁柏製作，而是要經過特別嚴格的工序：
1. 作為原材料的日本扁柏必須“樹齡超過70年”，且樹皮的直徑夠大，可以用手輕鬆的從日本扁柏身上剝下來。
2. 剝樹皮時，角質層（樹木的形成層）和絲皮（角質層和樹皮之間的層）必須保持完整，缺一不可，這兩個可以保證屋頂的堅硬和防水。
3. 被剝皮過一次的日本扁柏必須等個10年，才能再剝，不可無限度的破壞樹木生長。
4. 第二次被剝的樹皮的品質最好，在日本被稱為，據說它比第一次剝的樹皮厚非常多倍，但又不像剝過好幾次的樹皮那樣變軟了，還是保持相當大的硬度。
5. 應避免在水份含量較多的4～7月期間剝樹皮，這時候剝的樹皮質地過軟，沒法承載重量，容易塌陷。

這些專門剝日本扁柏樹皮的人被稱為，但現代日本已經改用價格低廉，可以無視季節而量產的“碳素纖維倣檜皮葺”。原皮師目前處於後繼無人的狀態，韓國政府曾大量派遣人員親赴日本學習此工藝，導致現在許多日本神社要修復古跡建築的的話，要麼就需要請韓國工匠來才來能完成，要麼就需要改成碳素纖維的倣古屋頂。因為在外觀上幾乎一樣，甚至碳纖維更牢固更防水，所以大多數現代的日本神社都會選擇物廉價美的碳纖維。此外，傳統的日本神社在剝樹皮之前，還要讓原皮師吃素一個月，以表達對“山主神”的感激崇拜之情，这一風俗又加大了製作檜皮葺屋頂的難度。
將剝下來的日本扁柏皮變成可以用的屋頂，這個工序被稱為。剝樹皮的規矩雖然多，但實際並不會花費太多時間，熟悉流程的工匠就可以快速完成，而“樹皮變屋頂的過程”卻非常漫長，它佔據了製作檜皮葺屋頂的3/4的工作量。不過變屋頂的工法較為簡單，不需要太多專業技藝，首先要把日本扁柏的皮修剪成長約75厘米、寬約15厘米的長方形，並確保厚度能大體均勻。厚度並沒有規定，基本上剝來的樹皮有多厚，修剪出來的屋頂層就會那麼厚。此外，根據使用部位的不同，原本的長方形樹皮又可以被裁剪成數十種形狀，最後讓這些樹皮一片一片的簡單交叉堆疊，就變成了一個完整的檜皮葺屋頂。

## 關聯條目
- 柿葺（こけらぶき）
- 瓦葺（かわらぶき）

## 引用資料